# Симрисхамн
Симрисхамн (на шведски: Simrishamn) е град в южна Швеция, лен Сконе. Главен административен център на едноименната община Симрисхамн. Разположен е на брега на Балтийско море. Намира се на около 480 km на югозапад от столицата Стокхолм и на 80 km на изток от Малмьо. Основан е през 1161 г. Получава статут на град през 1361 г. Има жп гара и пристанище. Населението на града е 6527 жители според данни от преброяването през 2010 г.